# بیاتکی
بیاتکی (انگلیسی: Byatki) یک شهرک در شهرستان تویمازینسکی استان باشقیرستان کشور روسیه است.